# Bruandia comitella
Bruandia comitella är en fjärilsart som beskrevs av Charles Théophile Bruand d’Uzelle 1844. Bruandia comitella ingår i släktet Bruandia och familjen säckspinnare. Inga underarter finns listade i Catalogue of Life.